# Matewan
Pour plus de détails, voir Fiche technique et Distribution.
Matewan est un film dramatique américain réalisé par John Sayles, sorti en 1987 contant la bataille de Matewan.

## Synopsis
Matewan, comté de Mingo (Virginie-Occidentale), Mai 1920. Des mineurs, menés par le syndicaliste Joe Kennehan, s'opposent à l'expulsion de  leurs familles  d'un campement de sans-abris par les sicaires de l'Agence Baldwin-Felts Detectives...

## Fiche technique
- Titre : Matewan
- Réalisation : John Sayles
- Scénario : John Sayles
- Photographie : Haskell Wexler
- Musique : Mason Daring
- Pays d'origine :  États-Unis
- Format : Couleurs - 1,85:1 - Mono
- Genre : Drame
- Durée : 135 minutes
- Date de sortie : 1987

## Distribution
- Chris Cooper : Joe Kenehan
- Mary McDonnell : Elma Radnor
- Will Oldham : Danny Radnor
- David Strathairn : Sid Hatfield
- Ken Jenkins : Sephus Purcell
- Kevin Tighe : Hickey
- Gordon Clapp : Tom Griggs
- Bob Gunton : C.E. Lively
- Joe Grifasi : Fausto
- Josh Mostel : Cabell Testerman
- Tom Wright (en) : Tom
- Davide Ferrario : Gianni
- John Sayles : Pasteur
- Frank Hoyt Taylor : Al Felts
- Mason Daring : Picker
- James Earl Jones : Few Clothes